# The Very Best of Enya
The Very Best of Enya è la seconda raccolta della cantante irlandese Enya, pubblicata nel novembre 2009 dalla Warner Music.

## Descrizione
Questa è la seconda raccolta della cantante che, a 12 anni dalla precedente Paint the Sky with Stars, contiene i brani di maggior successo e più importanti per l'artista. Questo Greatest Hits va a sostituire il precedente, che a partire dal 2010 non viene più stampato.
Le canzoni, selezionate personalmente da Enya e dai suoi collaboratori Nicky e Roma Ryan, ripercorrono i primi 20 anni di carriera della cantante in due versioni sostanzialmente diverse: una standard costituita da un CD con 18 tracce e una deluxe composta da CD con 22 tracce e un DVD.
In Italia vengono pubblicate il 20 novembre 2009 sia l'edizione standard che quella deluxe CD + DVD.
Nonostante sia stata penalizzata dalla mancanza di brani inediti e di un'adeguata promozione, la raccolta ottiene un buon successo vendendo più di un milione di copie nel mondo.

## Tracce

### Edizione standard
Quest'edizione consiste in un CD singolo, con una Tracklist di 18 tracce.
Testi di Roma Ryan, musiche di Enya.
1. Orinoco Flow (da Watermark)
2. Aníron (I Desire) (da Il Signore degli Anelli)
3. Storms in Africa (da Watermark)
4. Caribbean Blue (da Shepherd Moons)
5. Book of Days (da Shepherd Moons)
6. The Celts (da The Celts)
7. Only Time (da A Day Without Rain)
8. Wild Child (da A Day Without Rain)
9. Water Shows the Hidden Heart (da Amarantine)
10. Anywhere Is (da The Memory of Trees)
11. Cursum Perficio (da Watermark)
12. Amarantine (da Amarantine)
13. Aldebaran (da The Celts)
14. Trains and Winter Rains (da And Winter Came...)
15. Watermark (da Watermark)
16. Boadicea (da The Celts)
17. A Day Without Rain (da A Day Without Rain)
18. May It Be (da Il Signore degli Anelli)

#### Bonus tracks edizione giapponese
L'edizione giapponese della raccolta contiene 3 bonus tracks
1. To Go Beyond (Part II) (da The Celts)
2. Only If... (da Paint the Sky with Stars)
3. Dreams Are More Precious (da And Winter Came...)

### Edizione deluxe
Quest'edizione consiste in un CD con una tracklist di 22 tracce e un DVD con tutti i video musicali della cantante, esclusi quelli di I Want Tomorrow, perché fa parte del documentario The Celts della BBC, Book of Days, Exile e May It Be, che comprendono immagini dei film di cui sono colonne sonore. Sono inseriti anche due documentari sulla realizzazione dei video di Caribbean Blue e Only Time e un'intervista realizzata nel 2001.

#### CD
Testi di Roma Ryan, musiche di Enya.
1. Trains and Winter Rains (da And Winter Came...)
2. My! My! Time Flies! (da And Winter Came...)
3. Stars and Midnight Blue (da And Winter Came...)
4. Amarantine (da Amarantine)
5. Sumiregusa (da Amarantine)
6. The River Sings (da Amarantine)
7. If I Could Be Where You Are (da Amarantine)
8. Wild Child (da A Day Without Rain)
9. Only Time (da A Day Without Rain)
10. Drifting (da Amarantine)
11. Flora's Secret (da A Day Without Rain)
12. Fallen Embers (da A Day Without Rain)
13. One By One (da A Day Without Rain)
14. Pax Deorum (da The Memory of Trees)
15. Athair Ar Neamh (da The Memory of Trees)
16. Anywhere Is (da The Memory of Trees)
17. Orinoco Flow (da Watermark)
18. Watermark (da Watermark)
19. Boadicea (da The Celts)
20. May It Be (da Il Signore degli Anelli)
21. Caribbean Blue (da Shepherd Moons)
22. Aníron (I Desire) (da Il Signore degli Anelli)

#### DVD
1. Orinoco Flow
2. Caribbean Blue
3. Only Time
4. The Celts
5. Amarantine
6. Trains and Winter Rains
7. Evening Falls...
8. Anywhere Is
9. It's in the Rain
10. Wild Child
11. Only If...
12. Storms in Africa
13. On My Way Home
14. The Making of Caribbean Blue
15. The Making of Only Time
16. Enya: A Life in Music

## Classifiche
La raccolta ha debuttato alla trentaduesima posizione della classifica del Regno Unito vendendo 17.882 copie.

### Classifiche internazionali
| Paese                    | Posizione |
| ------------------------ | --------- |
| Mondo                    | 19        |
| Europa                   | 22        |
| Australia                | 19        |
| Austria                  | 18        |
| Belgio (Vallonia)        | 2         |
| Belgio (Fiandre)         | 19        |
| Canada                   | 23        |
| Danimarca                | 12        |
| Germania                 | 19        |
| Giappone                 | 6         |
| Grecia                   | 20        |
| Irlanda                  | 22        |
| Italia                   | 34        |
| Messico                  | 60        |
| Paesi Bassi              | 11        |
| Nuova Zelanda            | 6         |
| Norvegia                 | 14        |
| Polonia                  | 23        |
| Portogallo               | 13        |
| Repubblica Ceca          | 6         |
| Spagna                   | 11        |
| Svezia                   | 20        |
| Svizzera                 | 8         |
| Ungheria                 | 15        |
| Regno Unito              | 32        |
| Billboard 200            | 55        |
| Billboard New Age Albums | 1         |

### Classifiche di fine anno
| Classifica (2009)        | Posizione |
| ------------------------ | --------- |
| Belgio (Vallonia)        | 87        |
| Regno Unito              | 157       |
| Classifica (2010)        | Posizione |
| Belgio (Vallonia)        | 10        |
| Belgio (Fiandre)         | 69        |
| Europa                   | 77        |
| Paesi Bassi              | 64        |
| Svizzera                 | 68        |
| Billboard New Age Albums | 2         |
| Billboard New Age Albums | 4         |